# Dounoux
Dounoux est une commune française située dans le département des Vosges, en région Grand Est.
Ses habitants sont appelés les Dounousiens.

### Localisation

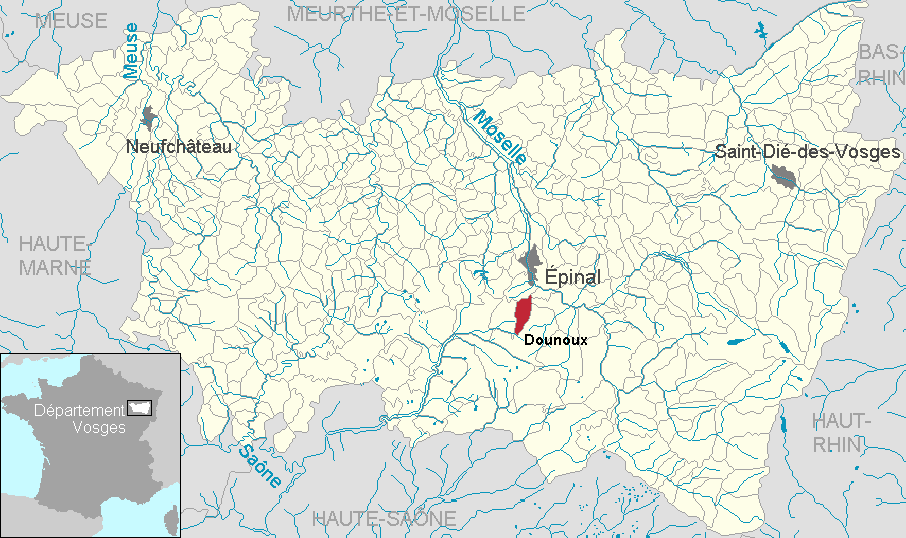
Localisation dans le département.

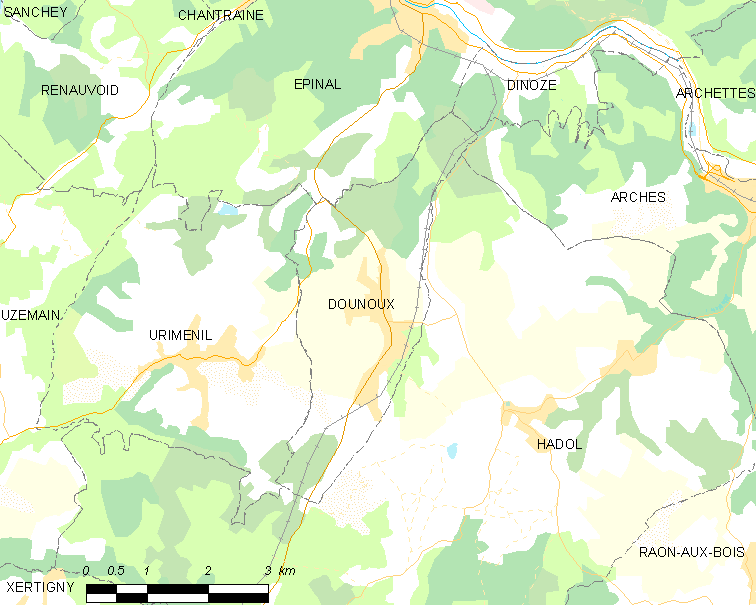
Situation géographique de Dounoux.

## Géographie

### Voies de communications et transports

#### Voies routières
Dounoux est située à 10 km au sud d'Épinal, sur la route départementale 434, enserrée entre Uriménil à l'ouest et Hadol à l'est. Sa forme très étirée dans le sens nord-sud lui vaut d'être le seul bourg traversé par la route quand on relie Épinal à Xertigny. 

#### Transports en commun
- Fluo Grand Est.

##### Lignes SNCF
- La ligne 5 du TER Lorraine, menant de Nancy à Belfort, suit le même axe mais la gare de Dounoux est fermée.
- Gare d'Épinal.

### Géologie et relief
Village de la Vôge, Dounoux culmine au fort du Bambois (520 m), il est traversé selon un axe nord-ouest/sud-est par la ligne de partage des eaux.

### Sismicité
Commune située dans une zone 3 de sismicité modérée.

### Communes limitrophes
|          | Épinal  | Dinozé |
| Uriménil | Dounoux | Hadol  |
| Hadol    | Hadol   | Hadol  |

### Hydrographie et les eaux souterraines
Hydrogéologie et climatologie : Système d’information pour la gestion des eaux souterraines du bassin Rhin-Meuse :
Territoire communal : Occupation du sol (Corinne Land Cover); Cours d'eau (BD Carthage),
Géologie : Carte géologique; Coupes géologiques et techniques,
 Hydrogéologie : Masses d'eau souterraine; BD Lisa; Cartes piézométriques.
La commune est située pour partie dans le bassin versant du Rhin au sein du bassin Rhin-Meuse et pour partie dans le bassin versant de la Saône au sein du bassin Rhône-Méditerranée-Corse. Elle est drainée par le Coney et le ruisseau de Rainjumenil,.
Le Côney, d'une longueur totale de 55,2 km, prend sa source dans la commune  et se jette  dans le canal de l'Est à Corre, après avoir traversé 20 communes.

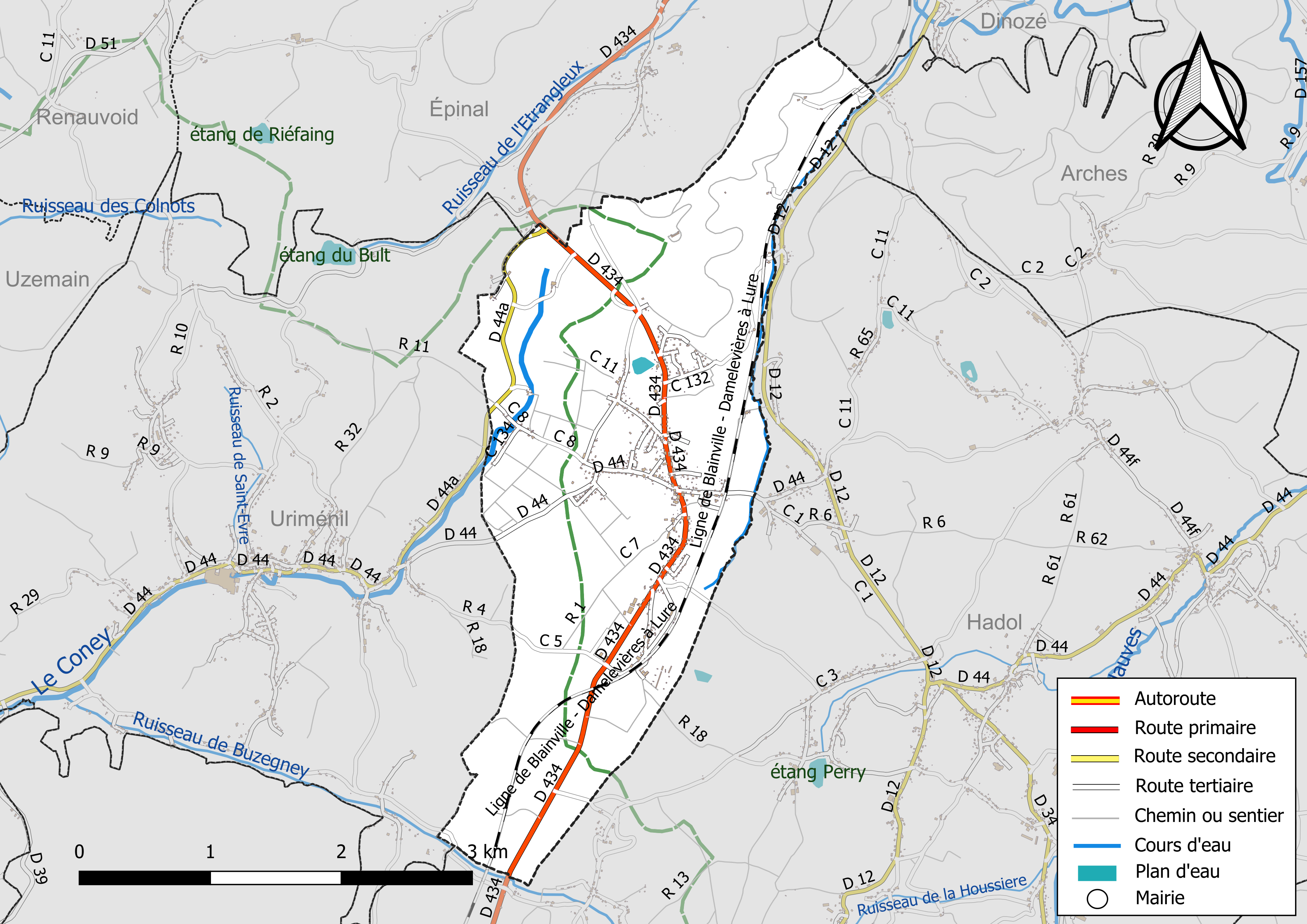
Réseaux hydrographique et routier de Dounoux.

La qualité des eaux de baignade et des cours d’eau peut être consultée sur un site dédié géré par les agences de l’eau et l’Agence française pour la biodiversité.

### Climat
Pour des articles plus généraux, voir Climat du Grand Est et Climat des Vosges.
En 2010, le climat de la commune est de type climat de montagne, selon une étude du Centre national de la recherche scientifique s'appuyant sur une série de données couvrant la période 1971-2000. En 2020, Météo-France publie une typologie des climats de la France métropolitaine dans laquelle la commune est exposée à un climat semi-continental et est dans la région climatique  Lorraine, plateau de Langres, Morvan, caractérisée par un hiver rude (1,5 °C), des vents modérés et des brouillards fréquents en automne et hiver. 
Pour la période 1971-2000, la température annuelle moyenne est de 9,2 °C, avec une amplitude thermique annuelle de 17 °C. Le cumul annuel moyen de précipitations est de 1 105 mm, avec 13,5 jours de précipitations en janvier et 10,5 jours en juillet. Pour la période 1991-2020, la température moyenne annuelle observée sur la station météorologique de Météo-France la plus proche, « Épinal », sur la commune de Dogneville à 13 km à vol d'oiseau, est de 10,3 °C et le cumul annuel moyen de précipitations est de 907,0 mm. 
La température maximale relevée sur cette station est de 39,3 °C, atteinte le 25 juillet 2019 ; la température minimale est de −18,9 °C, atteinte le 12 janvier 1987,,. 
Les paramètres climatiques de la commune ont été estimés pour le milieu du siècle (2041-2070) selon différents scénarios d'émission de gaz à effet de serre à partir des nouvelles projections climatiques de référence DRIAS-2020. Ils sont consultables sur un site dédié publié par Météo-France en novembre 2022.

## Urbanisme

### Typologie
Au 1er janvier 2024, Dounoux est catégorisée commune rurale à habitat dispersé, selon la nouvelle grille communale de densité à sept niveaux définie par l'Insee en 2022.
Elle est située hors unité urbaine. Par ailleurs la commune fait partie de l'aire d'attraction d'Épinal, dont elle est une commune de la couronne,. Cette aire, qui regroupe 118 communes, est catégorisée dans les aires de 50 000 à moins de 200 000 habitants,.

### Occupation des sols
L'occupation des sols de la commune, telle qu'elle ressort de la base de données européenne d’occupation biophysique des sols Corine Land Cover (CLC), est marquée par l'importance des territoires agricoles (51,1 % en 2018), en diminution par rapport à 1990 (53,7 %). La répartition détaillée en 2018 est la suivante : 
forêts (35,7 %), terres arables (30,7 %), prairies (18,6 %), zones urbanisées (13,1 %), zones agricoles hétérogènes (1,8 %). L'évolution de l’occupation des sols de la commune et de ses infrastructures peut être observée sur les différentes représentations cartographiques du territoire : la carte de Cassini (XVIIIe siècle), la carte d'état-major (1820-1866) et les cartes ou photos aériennes de l'IGN pour la période actuelle (1950 à aujourd'hui).

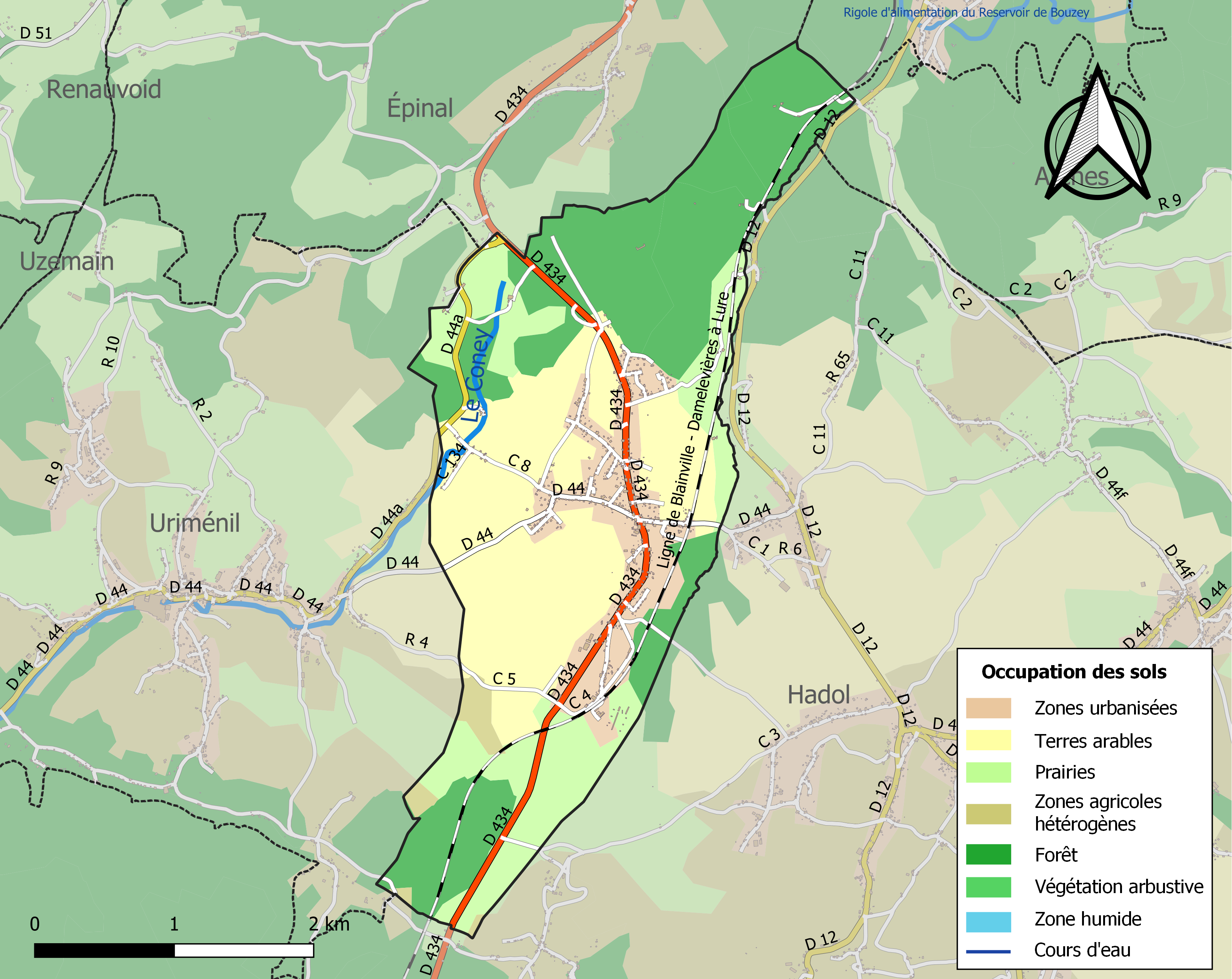
Carte des infrastructures et de l'occupation des sols de la commune en 2018 (CLC).

## Toponymie
Le nom de la localité est attesté sous les formes Dousnous (1332) ; Dounouls (1333) ; Donous (1338) ; Donnoul (1390) ; Dounous (XVIe siècle) ; Dous Noudz (1434) ; Dousnouz (1436) ; Donnou (1493) ; Donnoil (1495) ; Donnoulx (1518) ; Dounoux (1518) ; Donou (XVIe siècle) ; Dompnoux (1571) ; La mairie de Doulnoux et Urymesnil (1590) ; Dounou (1594) ; Domnoux (1656) ; Donnoux ou Dounoux (1711).

## Histoire
La première trace écrite du village de Dounnoux (avec 2 n), village de l’ancien duché de Lorraine, date du XIVe siècle.
En 1390, Jacob d’Ancelle reconnaît recevoir la quarte partie des dîmes de Dounoux et Uriménil. Les habitants de ces deux villages avaient reçu du duc Charles II le droit de faire pâturer leurs bêtes et de couper du bois dans le ban d’Uxegney, autorisation renouvelée par le duc Jean II en 1470, droit remis en cause en 1495 par le duc Evrard de Dommartin, puis confirmée par Charles III en 1566.
Dounoux faisait partie du bailliage de Vôge, prévôté d’Arches, sous le contrôle des abbesses de Remiremont.
Le grand prévôt de l’église de Remiremont nommait le maire et les gens de justice dans la mairie de Dounoux-Uriménil.
En 1789, les céréales cultivées étaient le seigle, l’orge, le sarrasin, l’avoine, le lin, le chanvre, les pommes de terre, le foin... Il y avait : moulin à farine, tourbières, carrières de pierres propres à la construction des fours.
C’est la Révolution qui crée la commune de Dounoux alors rattachée au canton de Xertigny, district d’Épinal.
Vers 1790, les 500 habitants de Dounoux (côté est) dépendaient spirituellement de Hadol, tandis que ceux (côté ouest) étaient rattachés à Uriménil. Plus tard, vers 1808, l’ensemble des habitants du village furent pris en charge par la cure d’Uriménil, moyennant une redevance contributive.
Le 26 décembre 1999, la commune fut frappée par la violente tempête Lothar, causant d'importants dégâts sur de nombreuses toitures et détruisant 30 % de la superficie de la forêt communale.

## Politique et administration

### Budget et fiscalité 2022

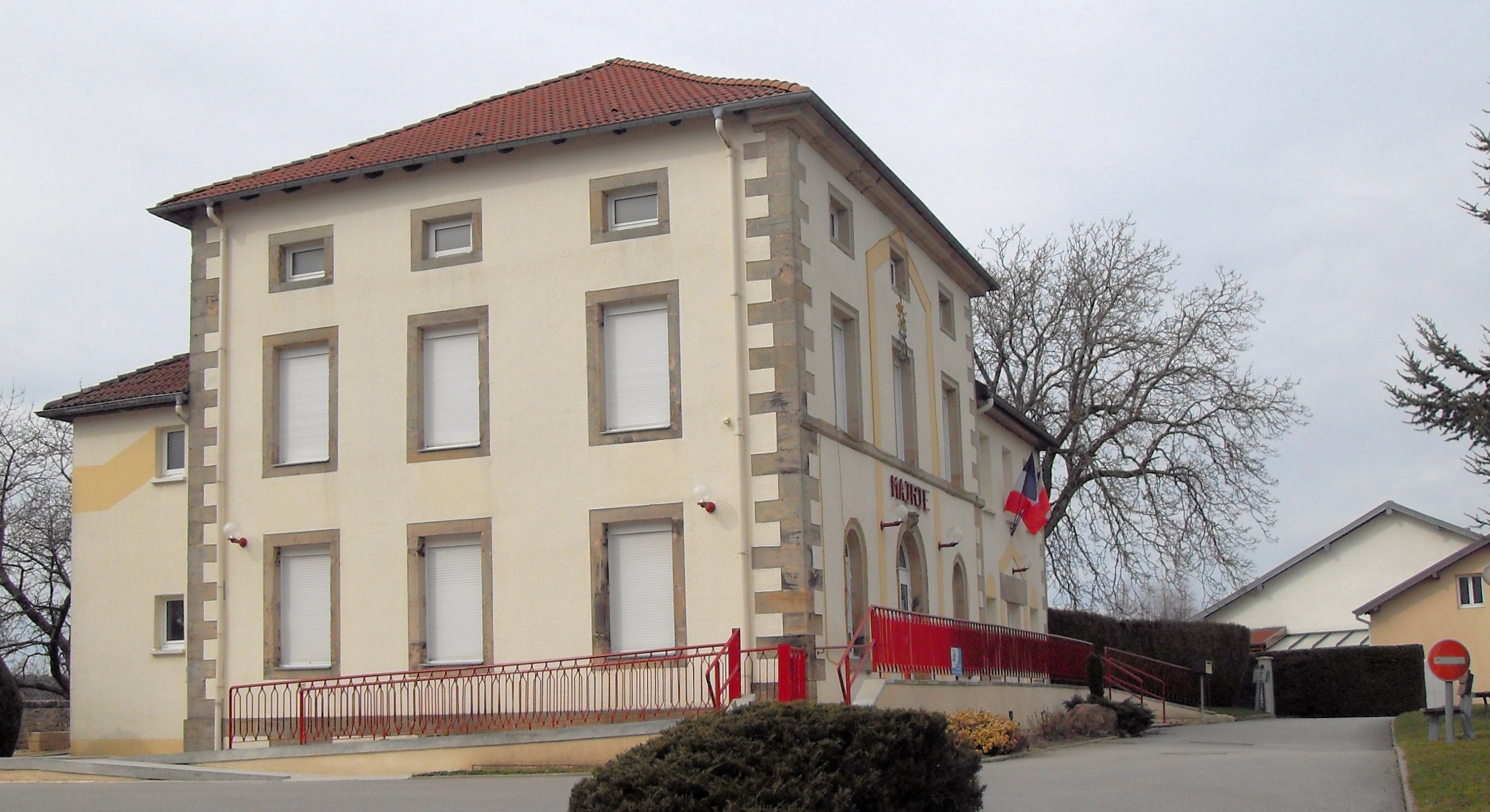
La mairie.

En 2022, le budget de la commune était constitué ainsi :
- total des produits de fonctionnement : 593 000 €, soit 678 € par habitant ;
- total des charges de fonctionnement : 499 000 €, soit 571 € par habitant ;
- total des ressources d'investissement : 197 000 €, soit 226 € par habitant ;
- total des emplois d'investissement : 524 000 €, soit 600 € par habitant ;
- endettement : 561 000 €, soit 641 € par habitant.

Avec les taux de fiscalité suivants :
- taxe d'habitation : 12,58 % ;
- taxe foncière sur les propriétés bâties : 40,60 % ;
- taxe foncière sur les propriétés non bâties : 24,79 % ;
- taxe additionnelle à la taxe foncière sur les propriétés non bâties : 0,00 % ;
- cotisation foncière des entreprises : 0,00 %.

Chiffres clés Revenus et pauvreté des ménages en 2021 : médiane en 2021 du revenu disponible, par unité de consommation : 23 450 €.

### Liste des maires
| Période                                  | Période    | Identité                   | Étiquette | Qualité |
| ---------------------------------------- | ---------- | -------------------------- | --------- | ------- |
| Les données manquantes sont à compléter. |            |                            |           |         |
| 1898                                     | 1912       | Jules Louis                |           |         |
| 1912                                     | 1943       | Joseph Houillon            |           |         |
| 1943                                     | 1947       | Marcel François            |           |         |
| 1947                                     | mars 1977  | Camille Houillon           |           |         |
| mars 1977                                | juin 1995  | Georges Boutin (1922-2011) |           |         |
| juin 1995                                | avril 2014 | Jean-Paul Pernot           | SE        |         |
| avril 2014                               | En cours   | Gilles Nexon               |           |         |

## Population et société

### Démographie

#### Évolution démographique
L'évolution du nombre d'habitants est connue à travers les recensements de la population effectués dans la commune depuis 1793. Pour les communes de moins de 10 000 habitants, une enquête de recensement portant sur toute la population est réalisée tous les cinq ans, les populations de référence des années intermédiaires étant quant à elles estimées par interpolation ou extrapolation. Pour la commune, le premier recensement exhaustif entrant dans le cadre du nouveau dispositif a été réalisé en 2006.

En 2022, la commune comptait 871 habitants, en évolution de +1,75 % par rapport à 2016 (Vosges : −2,96 %, France hors Mayotte : +2,11 %).
| 1793 | 1800 | 1806 | 1821 | 1831 | 1836 | 1841 | 1846 | 1856 |
| ---- | ---- | ---- | ---- | ---- | ---- | ---- | ---- | ---- |
| 435  | 499  | 500  | 426  | 553  | 600  | 609  | 615  | 564  |

| 1861 | 1866 | 1876 | 1881 | 1886 | 1891 | 1896 | 1901 | 1906 |
| ---- | ---- | ---- | ---- | ---- | ---- | ---- | ---- | ---- |
| 589  | 527  | 525  | 610  | 620  | 658  | 525  | 507  | 500  |

| 1911 | 1921 | 1926 | 1931 | 1936 | 1946 | 1954 | 1962 | 1968 |
| ---- | ---- | ---- | ---- | ---- | ---- | ---- | ---- | ---- |
| 511  | 434  | 406  | 392  | 386  | 412  | 405  | 391  | 372  |

| 1975 | 1982 | 1990 | 1999 | 2006 | 2011 | 2016 | 2021 | 2022 |
| ---- | ---- | ---- | ---- | ---- | ---- | ---- | ---- | ---- |
| 457  | 711  | 807  | 788  | 797  | 852  | 856  | 866  | 871  |

### Enseignement
Établissements d'enseignements :
- Écoles maternelles et primaires à Dounoux, Uriménil, Hadol, Dinozé, Épinal.
- Collèges à Épinal, Xertigny, Golbey.
- Lycées à Épinal.

### Santé
Professionnels et établissements de santé :
- Médecins à Hadol, Uriménil, Arches, Archettes, Xertigny.
- Pharmacies à Hadol, Uriménil, Arches, Xertigny.
- Hôpitaux à Xertigny, Épinal.

L'hôpital le plus proche est le centre hospitalier Émile-Durkheim situé dans la ville voisine d'Épinal.

### Cultes
- Culte catholique, Paroisse Saint-Paul-en-Vôge[27], Diocèse de Saint-Dié.

## Économie

### Entreprises et commerces

#### Agriculture
- Élevage de vaches laitières.
- Élevage d'autres bovins et de buffles.
- Élevage d'ovins et de caprins
- Élevage de volailles.
- Culture et élevage associés.
- Reproduction de plantes.

#### Tourisme
- Hébergements et restauration à Uriménil, Épinal, Xertigny.

#### Commerces
- Commerces et services de proximité.

## Culture locale et patrimoine

### Lieux et monuments

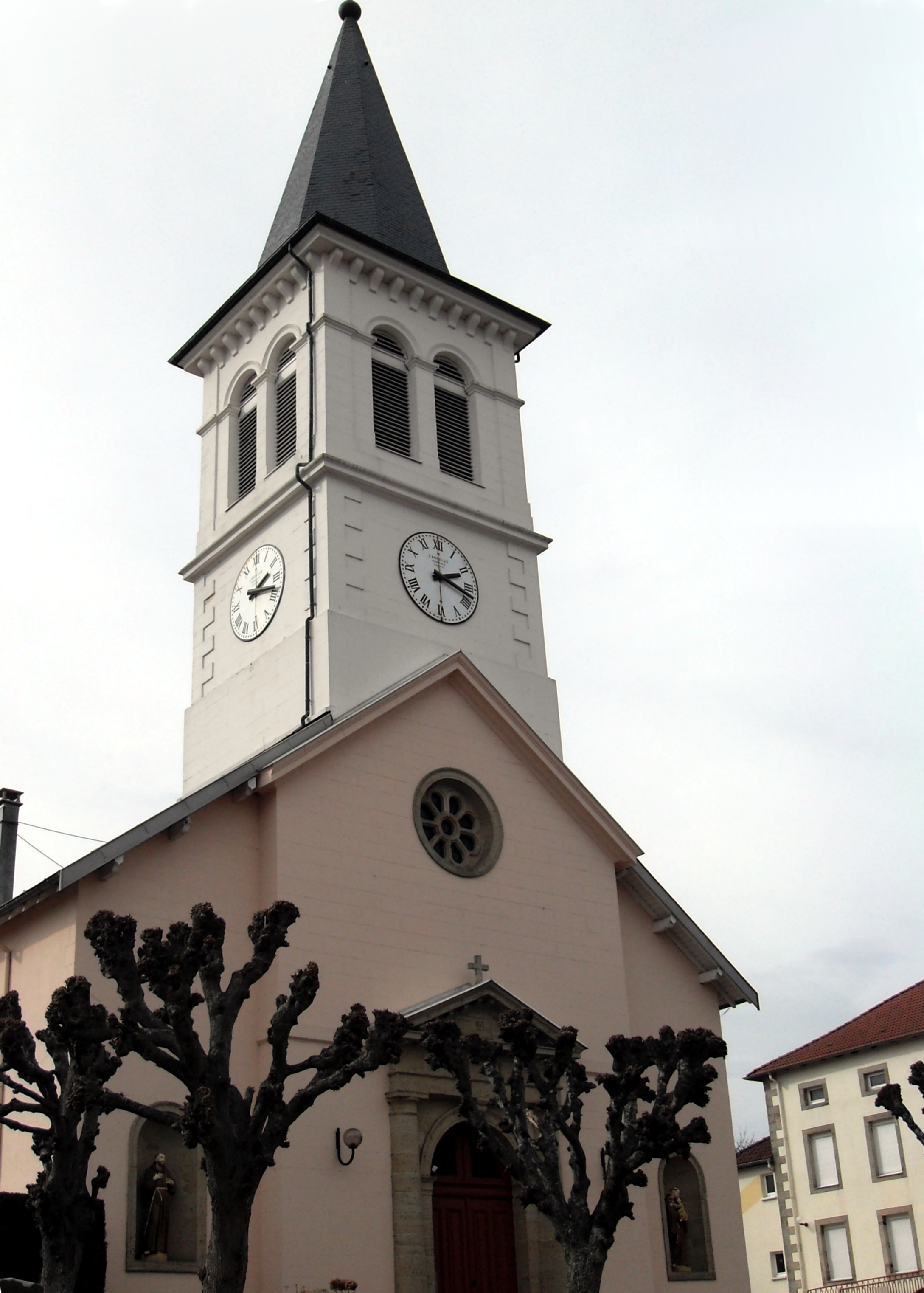
La tour d'église Saint-Médard.
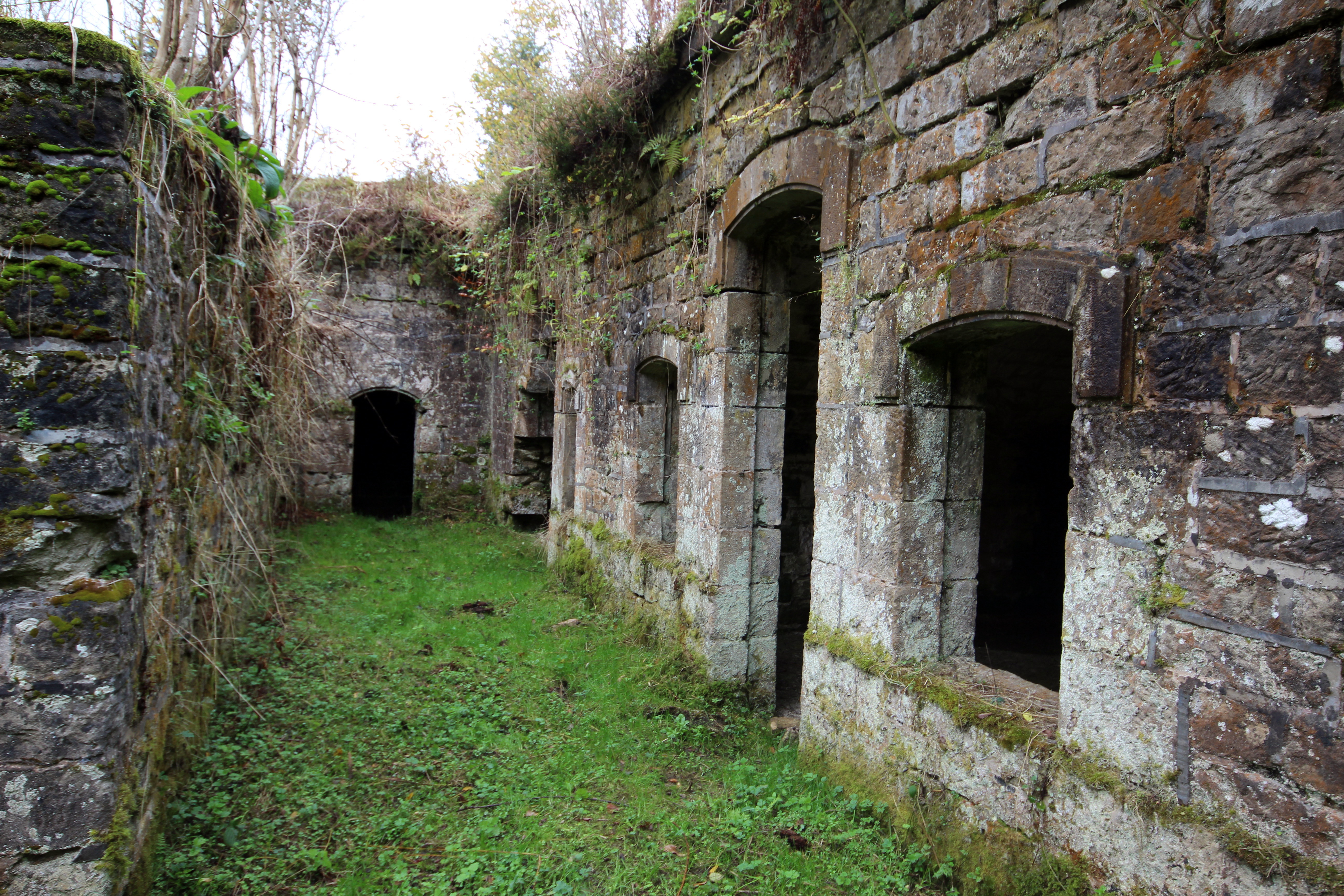
L'accès à la forge du fort du Bambois.
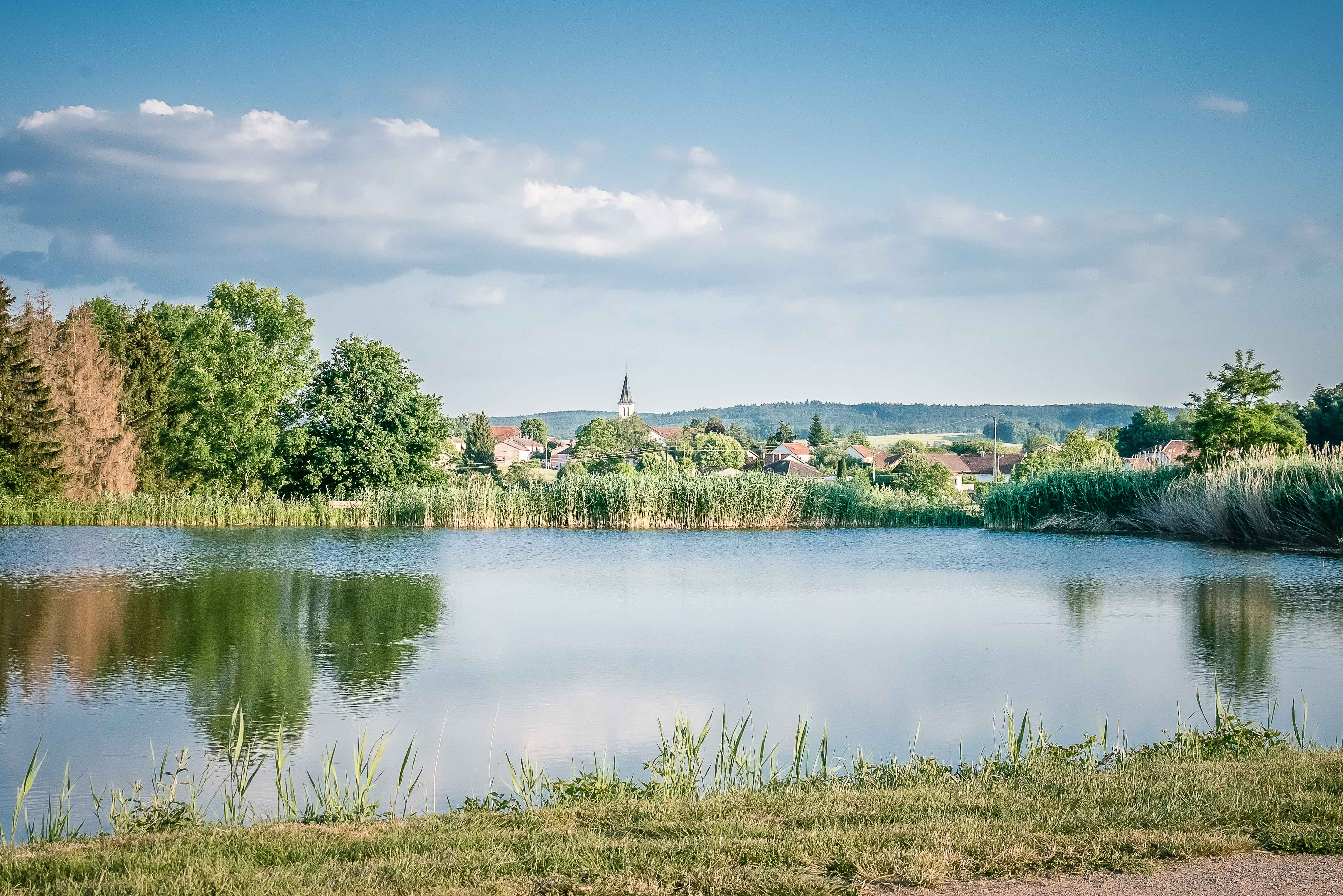
Étang.

- Église Saint-Jacques-et-Saint-Philippe érigée en 1843 et son orgue polyphone de Louis Debierre[28],[29],[30].

Pour son édification, le premier maire de la commune, Jacques-Philippe Mangin, a dû batailler contre le préfet des Vosges. Ce dernier ne voulait pas qu’une église soit construite dans la commune, arguant que celle d’Uriménil était assez proche. Cependant, le maire a eu le dernier mot.
- Notre-Dame du Bambois[33].
- Patrimoine architectural rural recensé par le service de l'Inventaire général du patrimoine culturel :

Fermes et maisons d'ouvrier,
Ferme lieu-dit Conefosse.
- Monument aux morts, mémorial de la Résistance[36],[37].
- Fort du Bambois (1880), propriété de la commune dont l'accès est réglementé[38],[39].

### Personnalités liées à la commune
- Nicolas Franche, prélat du pape[40].

### Héraldique
La commune arbore un pseudo blason totalement non conforme aux règles de l'héraldique. Il existe une proposition de l'Union des Cercles Généalogiques Lorrains non retenue.

## Pour approfondir